# Сухой Лог (приток Егорлыка)
Сухой Лог — река в Ростовской области России. Устье реки находится в 85 км по левому берегу реки Егорлык. Длина реки составляет 19 км, площадь водосборного бассейна 177 км².

## Данные водного реестра
По данным государственного водного реестра России относится к Донскому бассейновому округу, водохозяйственный участок реки — Егорлык от Новотроицкого гидроузла и до устья, речной подбассейн реки — бассейн притоков Дона ниже впадения Северского Донца. Речной бассейн реки — Дон (российская часть бассейна).
Код объекта в государственном водном реестре — 05010500612107000017185.

## Топографические карты
- Лист карты L-37-71 Песчанокопское. Масштаб: 1 : 100 000. Состояние местности на 1995 год. Издание 1997 г.